# Ole Lund Kirkegaard
Ole Lund Kirkegaard, född 29 juli 1940 i Århus, död 24 mars 1979, var en dansk barnboksförfattare och tecknare. Kirkegaard var från början sjöman men började skriva barnböcker i slutet av 1960-talet. Hans böcker, som ofta handlar om barn, är fyllda med teckningar (av Kirkegaard själv) och drastisk humor. Kirkegaard var gift med Anne Lise som arbetade som lärare; de fick två döttrar, men skildes strax före Oles död.

## Biografi
Fadern, Niels Kirkegaard, var tandläkare, modern hette Ellen Kirkegaard och hans lillebror Jens. Familjen bodde i Skanderborg, Danmark.

## De tidiga åren
Kirkegaard gick i Skanderborg Realskola från årskurs 4 till 9. Gymnasiestudierna skedde i Aarhus Katedralskole där han tog studentexamen. Men efteråt ifrågasatte han vad han egentligen hade studerat till, och beslöt sig då för att gå till sjöss. Han tillbringade ett år på en tankbåt, med en besättning med ursprung från hela världen. Då förstod han vilket oerhört privilegierat liv han hade levt. Kirkegaard led dock av sjösjuka och klev iland i Sydamerika efter knappt ett år, varpå han åkte tillbaka till Danmark och började på en lärarutbildning.

## Läraren och författaren
Paret Kirkegaard fick jobb på en skola på landsbygden Oue vid Hobro på nordsidan av Mariager Fjord. Skolan bestod av sju helklasser. Dagbladet politiken efterlyste 1966 nya författare av barnböcker och utlyste en tävling. Kirkegaard bidrog med Dragen som han vann med. Bokförlaget Gyldendal önskade flera berättelser varefter han skrev Lille Virgil, 1967 som blev hans första bok.
Familjen flyttade 1973 till Urlev Juelsminde, efter tre och ett halvt år som lärare beslutade sig Kirkegaard för att satsa på författandet på heltid.

## Den sista tiden
I samband med flytten tappade Kirkegaard en del av sin inspiration då han inte längre hade barn omkring sig. En kväll, efter ett föredrag och besök på krogen, föll han omkull i snön och frös ihjäl 24 mars 1979.

## Citat från Ole Lund Kirkegaard
- "Man ska hitta det man är bra på och inte slösa krafter på det man inte gillar."[8]
- "Man ska använda sin fantasi. Det har barn lätt för, men vuxna har glömt den."[8]

## Kuriosa
- Ole Lunds stora intressen var bildkonst, slöjd och geografi och allt inom naturen. [8]
- Inspirationen till figurerna i böckerna har säkert kommit från många platser - bland annat Skanderborg, men också från Oue där det bodde en "Gusten Grodslukare" som förföljde små pojkar i grannskapet. Där fanns också en "klubb" där man kunde bli medlem om man ätit en daggmask.[8]
- Dock hävdar Oles fru att inspirationen till Gusten Grodslukare bestämt är från en pojke i Skanderborg, som kallades Kesse som tydligen hade ätit en dagmask mot att han blev erbjuden 25 öre av sina kompisar.[8]
- Astrid Lindgren påverkade familjen Kirkegaard mycket. Deras hund hette bland annat "Pippi".[8]
- Hodjas flygande matta handlar om att handskas med övernaturliga krafter - men är också inspirerat av en resa Ole gjorde till Marocko.[8]
- Ole skrev berättelser till åtskilliga tidningar, julkalendern och till radio och blev en omtyckt föredragshållare. Bland annat för att han spelade upp sina historier nästan som ett teaterstycke.[8]
- En del av Oles teckningar har blivit förevigade av hans dotter som jobbar som guldsmed. [8]

### Utgivet på svenska
- 1972 - Lille Virgil
- 1982 - Per och Lill-Mats
- 1973 - Gusten Grodslukare
- 1973 - Hodjas flygande matta
- 1974 - Otto är en noshörning
- 1973 - Albert i Kalleby
- 1976 - Gummi-Tarzan
- 1978 - En flodhäst i huset
- 1980 - Robban och alla de andra polarna
- 1983 - Jag, morfar och Nisse Nys
- 1984 - Tarzan, Leo och några till
- 1989 - Anton och Arnold flyttar till byn
- 1989 - Anton och Arnold i Vilda Västern

## Priser och utmärkelser
- Kulturministeriets barnbokspris 1969 för Albert i Kalleby[7]